# Marciac
Marciac är en kommun i departementet Gers i regionen Occitanien i sydvästra Frankrike. Kommunen ligger i kantonen Marciac som tillhör arrondissementet Mirande. År 2022 hade Marciac 1 209 invånare.

## Befolkningsutveckling
Antalet invånare i kommunen Marciac
Referens:INSEE